# Erasmo Pèrcopo
Erasmo Pèrcopo, född 1860, död 1928, var en italiensk litteraturhistoriker.
Pèrcopo var lärare vid militärläroverket i Neapel och docent i italiensk litteratur vid universiteten i Neapel och Rom. Han författade ett stort antal arbeten i sitt fack, bland annat Quattro poemetti sacri del secoli XIV e XV (1895), La prima imitazione dell' Arcadia (samma år), Di Anton Lelio romano (1896) och Geschichte der italienischen Litteratur (jämte Berthold Wiese, 1899; italiensk översättning 1904). 